# Yoru no Nezame

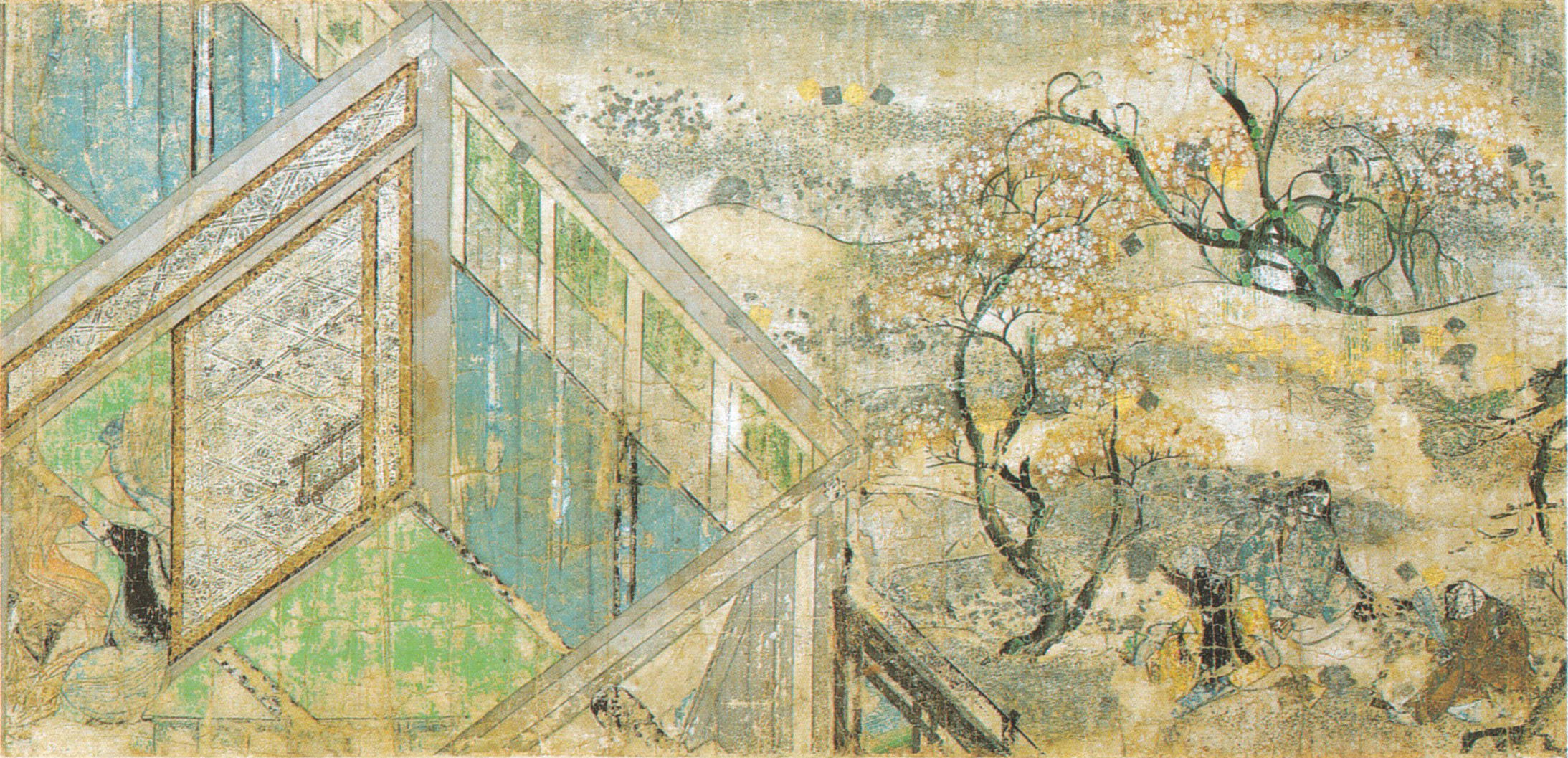
Scène du Roman enluminé de Nezame.

Yoru no Nezame (夜の寝覚, Veille nocturne) est une histoire japonaise du XIe siècle et un des textes les plus représentatifs de l'époque de Heian. C'est une romance de cour qui appartient au genre tsukuri-monogatari.

## Composition
À côté du titre Yoru no Nezame, l’œuvre est aussi connue sous les titres Yowa no Nezame et Nezame. On ne sait pas vraiment quel est le titre original ni qui en est l'auteur. Le manuscrit Teika du Sarashina nikki identifie l'auteur comme étant la fille de Sugawara no Takasue (1008-vers 1059) mais aucune autre source ne vient corroborer cette attribution. Les analyses linguistiques suggèrent une composition postérieure à 1086. Considéré dans son ensemble, le texte est jugé dater du XIe siècle par les spécialistes,.
Des parties importantes du milieu et de la fin ont disparu mais leur contenu peut être déduit d'autres sources telles que le Mumyōzōshi, le Shūi hyakuban utaawase, le Fūyō wakashū, le Yoru no Nezame monogatari et le Roman enluminé de Nezame (Nezame monogatari emaki),. Il reste sept manuscrits du texte dont l'un, le manuscrit en trois volumes de Maeda, est jugé le meilleur. Il existe par ailleurs une édition révisée tardive ainsi qu'une édition illustrée, les deux servant à compléter le contenu manquant.
Le texte vient à la suite du Genji monogatari dont l'influence est manifeste. Cependant, alors que le  Genji est narré d'un point de vue masculin, le Yoru no Nezame est raconté de la perspective féminine d'une des protagonistes.

## Contenu

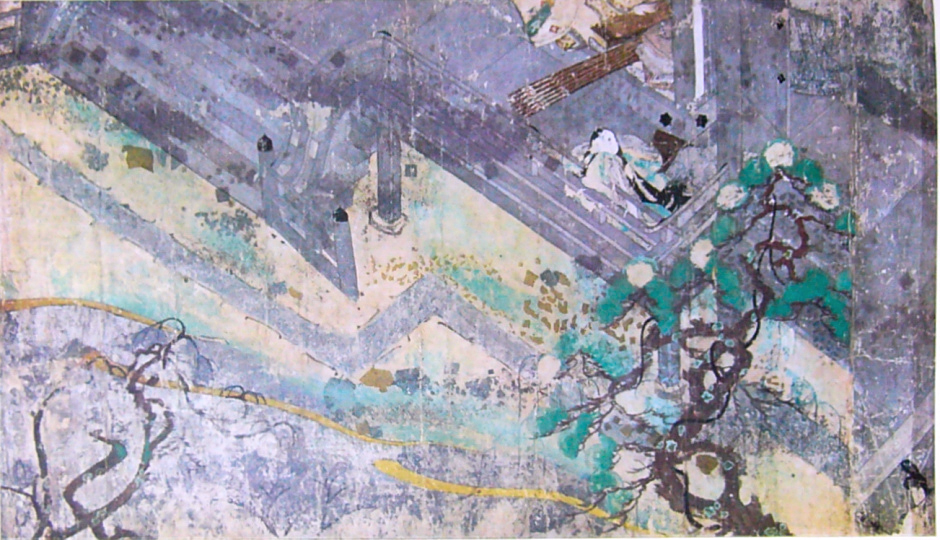
Scène du Roman enluminé de Nezame.

Yoru no Nezame est une tragique histoire d'amour autour de la vie de Nakanokimi, également connue sous le nom de Nezame no Ue d'où l'histoire tient son nom. Parmi les autres personnages se trouvent sa sœur ainée Ōigimi et un chūnagon (conseiller du Centre),,.
L'histoire est répartie en quatre sections :
1. Le conseiller du centre est fiancé avec la sœur ainée, Ōigimi, mais il la confond sa sœur cadette Nakanokimi et met celle-ci enceinte. Nakanokimi donne naissance à une fille qui va vivre avec son père. Quand celle qui est entretemps devenue sa femme apprend la vérité, la famille est détruite.
2. [Cette partie n'existe plus, elle est déduite d'autres sources.] Nakanokimi épouse un ancien capitaine de gauche. Elle donne naissance à un fils, Masako, mais il est en réalité le fils du conseiller du Centre. Ōigimi et le capitaine de gauche meurent. L'empereur est amoureux de Nakanokimi et la convoque au palais ; elle parvient cependant à s'échapper en envoyant quelqu'un d'autre à sa place.
3. Tandis que Nakanokimi visite le palais pour le travail, l'empereur essaie de se faufiler dans ses quartiers. De nouveau, Nakanokimi s'échappe. Après plusieurs complots de palais, le conseiller du Milieu et Nakanokimi apaisent leurs problèmes passé et ont un fils.
4. [Cette partie n'existe plus, elle est déduite d'autres sources.] Une relation se développe entre Masako et l'une des filles de l'empereur. L'empereur le punit pour cela. Nakanokimi meurt et renaît. Elle prend des dispositions pour le pardon de Masako et tout va bien pendant un certain temps. Elle quitte[Quoi ?] alors et meurt.

## Illustrations
Le conte a été illustré par une enluminure (emaki) du XIIe siècle, le Roman enluminé de Nezame, dans le style des peintures de la cour impériale à l'époque de Heian marquée par le raffinement, l'élégance, le romantisme et souvent la nostalgie. Il ne subsiste qu'un seul rouleau de papier enluminé qui couvre probablement le quatrième partie du conte, dont la forme originelle est perdue, si bien que les textes du rouleau sont importants pour la reconstruction de cette dernière partie. En raison de son importance littéraire et picturale, cette œuvre est classée trésor national du Japon.
Une copie de ce rouleau enluminé datant du XIXe siècle est détenu par le musée national de Tokyo.